# Gustav Warneck
Gustav Warneck (6. března 1834, Naumburg – 26. prosince 1910, Halle nad Sálou) byl německý evangelický teolog; je pokládán za zakladatele misiologie jako teologické disciplíny.
Roku 1874 založil časopis Allgemeine Missions-Zeitschrift; v letech 1896–1908 vedl na Univerzitě v Halle nově ustavenou katedru misiologie.
Jeho synem byl teolog Johannes Warneck.